# کمال‌الدین حسین حافظ هروی
کمال‌الدین حسین حافظ هروی (درگذشت سال ۹۷۴ ه‍. ق) از خوشنویسان صاحب‌نام قرن دهم و هم‌عصر شاه طهماسب صفوی که افزون بر نستعلیق، خطوط ششگانه را نیز استادانه می‌نوشت.
او از یک چشم نابینا بود و افزون بر خوشنویسی، حافظ قرآن و خوش‌آواز و مردی درویش و وارسته بود. نمد می‌پوشید، پیاده سفر می‌کرد، در اکسیر کار کرده و لاجوردشوی ماهری بود. از خراسان به عراق سفر کرد و مدتی در قم ماند؛ از آنجا به اردوی شاه طهماسب اول صفوی پیوست؛ در مجلس شاه صحبت از خوشخوانی او به میان آمد، شاه امر کرد بخواند، وی بی‌درنگ گفت «خواندنم نمی‌آید» شاه از این صراحت خوشش آمد و هدایای زیاد و همه ضروریات زندگی را به او بخشید؛ اما او بی‌نیازتر از ان بود که می‌پنداشتند، در عین فقر همه را رها کرد و زیر بار منت نرفت. کمال الدین پس از مدتی از عراق به خراسان رفت و در مشهد در سال ۹۷۴ ه‍. ق درگذشت.
هنرشناسان قدیم او را در همه شیوه‌های خوشنویسی و خطوط مختلف ستوده‌اند و برای نستعلیق او مزیت قائل شده‌اند. نمونه خط نستعلیق او دیده نشده ول آثار باقیمانده از وی در خط ثلث ممتاز و در نسخ عالی است.
حافظ هروی یکی از خوشنویسان عهد شاه طهماسب صفوی (۹۳۰–۹۸۵ ه‍. ق) بود و کتیبه‌ای از او در مسجد جامع اصفهان صفه صاحب باقی است که به قلم سه‌دانگ کتیبه‌ای به خط ثلث عالی نوشته و این امضاء را دارد: «فی تاریخ سنه ثمان و ثلاثین و تسعماپه کتبه کمال الدین حسین الحافظ الهروی»